# Сімхараджа
Сімхараджа (гінді सिम्हराज; д/н — 971) — 1-й магараджахіраджа Сакамбхарі 944—971 роках.

## Життєпис
Походив з династії Чаухан. Старший син магараджи Вакпаті I. Напис Кінсарія описує його як ная-сутра-юктах, що, ймовірно, вказує на те, що він був обізнаний з логікою. Посів трон 944 року. Успішно воював проти Сухпали (Теджапали) Томар, якого переміг та полонив. Слідом за цим стикнувся з Девапалою, магараджахіраджею держави Гуджара-Пратіхарів, якому зумів дати відсіч. Зрештою укладено мирний договір, за яким Девапала визнав Сімхараджу рівним йому. Внаслідок цього останній прийняв титул магараджахіраджа (цар царів).
Потім вів війну проти Матанадеви (з молодшої гілки Гуджара-Пратіхара), магараджи Алвару. Також є згадки про успіхи Сімхараджи у війні з мусульманами, передбачається, що продовжив діяльність попередників щодо захисту Раджастану від Мултанського емірату. Можливо також мав військові сутички з магараджахіраджею Мулараджею I Чаулук.
Наприкінці життя зазнав поразки або від Матанадеви, що найімовірніше, або від магараджахіраджи Віджаяпали, шо напевне діяв спільно з магараджею Гопалою Томар. Помер близько 971 року. Йому спадкував старший син Віґрахараджа II.

## Будивництво
Завершив зведення храму, присвячений Вомкеші біля озера Пушкар. Крім того, розширив храм Харшадеви і надав 4 села для його утримання: Сімхагошта, Траїлкалакака, Ішанакупа та Кансапалліка.